# Louis-Marie Épivent
Pour les articles homonymes, voir Épivent.
Louis-Marie Épivent, né à Pordic le 30 juin 1805 et mort le 22 juillet 1876 à Aire-sur-l'Adour, est un prélat catholique, évêque d’Aire de 1859 à sa mort.

## Biographie
Né en 1805 dans une famille de la petite noblesse bretonne, il est ordonné prêtre en 1829.
Il fut archiprêtre de la cathédrale de Saint-Brieuc, avant d’être intronisé évêque d’Aire en 1859, poste qu'il occupa jusqu'à sa mort.  Il se chargea de l'achèvement des travaux de construction et de décoration du sanctuaire Notre-Dame de Buglose. Par concession du pape Pie IX, il procéda le 9 septembre 1866 au couronnement solennel de la statue de Notre-Dame.
Il participa au concile Vatican I, et était ultramontain. Il rédigea de nombreux discours, des catéchismes et un ouvrage d’instructions pastorales sur les anges,.
Il est enterré dans la basilique Notre-Dame de Buglose. Son tombeau fut réalisé par Aristide Belloc.

## Distinction
- Chevalier de la Légion d'honneur (18 aout 1858)[6]